# Александр Луї Філіпп Бертьє
Александр Луї Філіпп Марія Бертьє, зазвичай просто Александр Бертьє (фр. Louis Philippe Marie Alexandre Berthier), (24 березня 1836—15 липня 1911) — третій принц Ваграмський, другий герцог Ваграмський, син пера Франції Наполеона Бертьє, онук маршала наполеонівських воєн Луї-Александра Бертьє.

## Життєпис
Александр Бертьє народився 24 березня 1836 року у Парижі. Він був старшим сином і другою дитиною в родині другого принца Ваграмського і пера Франції Наполеона Александра Бертьє і його дружини Зєнаїди Франсуази Кларі. В сім'ї вже підростала старша донечка Мальсі. Коли Александру виповнилося 13, у нього з'явилася і молодша сестра — Єлизавета Александріна.

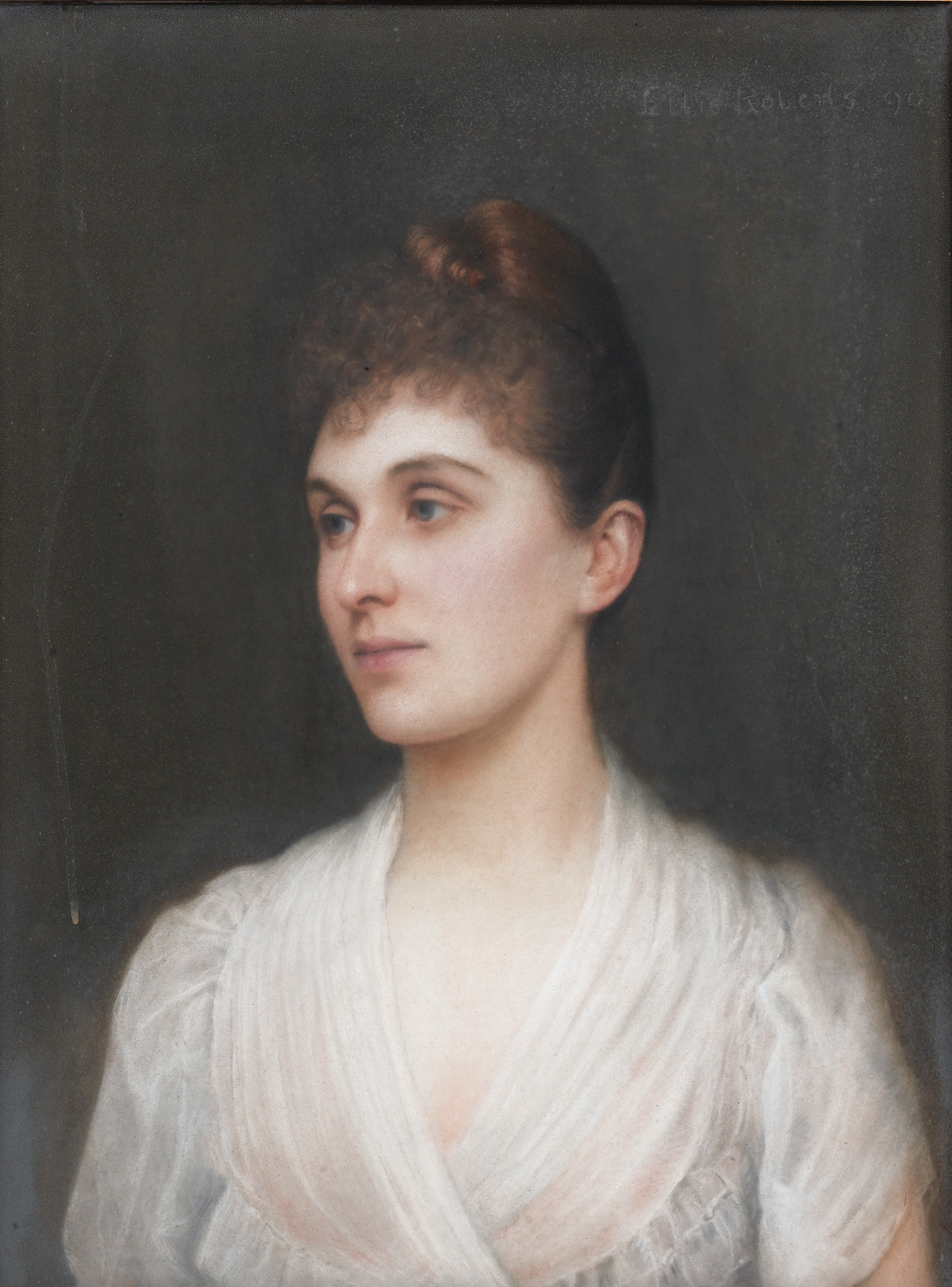
Берта Клара фон Ротшильд

Мальсі 1854 року вийшла заміж за четвертого принца Мюрата Йоакіма. Єлизавета Александріна пошлюбилася 1874 із маркізом де Тюренном д'Айнак Гаєм-Етьєнном. Сам же Александр одружився у Парижі 6 вересня 1882 у віці 46 років із Бертою Кларою фон Ротшильд з німецької гілки заможної родини Ротшильдів. Його нареченій того року виповнилося двадцять. Через рік з'явився їх первісток, Александр Луї, а згодом і дві доньки.
Із Бертою Александр прожив двадцять один рік до її смерті в 1903 році. Його доньки повиходили заміж відповідно у 1904 та 1905 роках. Тоді ж син закінчив навчання у школі Сен-Сіра і поступив на військову службу.
Помер Александр Луї Філіпп Бертьє  в родинному маєтку Шато де Гросбуа 15 липня 1911 у віці 75 років.

## Родина
Дружина — Берта Клара фон Ротшильд
Діти:
- Александр Луї (1883—1918) — принц Ваграмський, одружений не був, мав позашлюбну доньку, загинув на Першій Світовій.
- Єлизавета Маргарита (1885—1960) — принцеса Ваграмська, одружена з римським принцом де ла Тур д'Овернь Анрі, мала дітей.
- Маргарита Арманда Ліна (1887—1966) — принцеса Ваграмська, одружена з Жаном Віктором де Брольї, мала дітей.